# 緑ケ丘 (ふじみ野市)
緑ケ丘（みどりがおか）は、埼玉県ふじみ野市の町名。現行行政地名は緑ケ丘一丁目から緑ケ丘二丁目。住居表示実施済み区域。郵便番号は356-0043。

## 世帯数と人口
2022年（令和4年）8月1日現在の世帯数と人口は以下の通りである。
| 町丁         | 世帯数  | 人口    |
| ------------ | ------- | ------- |
| 緑ケ丘一丁目 | 258世帯 | 641人   |
| 緑ケ丘二丁目 | 453世帯 | 1,053人 |
| 計           | 711世帯 | 1,694人 |

## 小・中学校の学区
市立小・中学校に通う場合、学区は以下の通りとなる。
| 丁目   | 番地                                | 小学校                   | 中学校                   |
| ------ | ----------------------------------- | ------------------------ | ------------------------ |
| 一丁目 | 1番〜5番、6番(1号〜5号、23号〜89号) | ふじみ野市立鶴ヶ丘小学校 | ふじみ野市立大井東中学校 |
| 一丁目 | 6番（6〜22号）、7番〜11番           | ふじみ野市立三角小学校   | ふじみ野市立大井西中学校 |
| 二丁目 | 1番〜24番                           | ふじみ野市立鶴ヶ丘小学校 | ふじみ野市立大井東中学校 |
| 二丁目 | 25番〜26番                          | ふじみ野市立三角小学校   | ふじみ野市立大井西中学校 |

## 交通

### 鉄道
町内に鉄道は敷設されていない。

### 道路
- 埼玉県道56号さいたまふじみ野所沢線

## 施設
- 東入間警察署大井交番
- 大井緑ケ丘郵便局
- 東入間警察署大井交番
- 東京電力パワーグリッド亀久保変電所